# 戒日王传
《戒日王传》（IAST：Harṣacarita，音译为赫夏查利陀），是一部由记述印度国王戒日王的传记，由七世纪印度宫廷诗人波那（也称巴纳）著成，以梵语书写。该书为波那的第一部作品，也被认为是以梵语书写历史诗歌的开山之作。
该书是梵语中的第一部历史传记，尽管其风格华丽而富有幻想。波那生动详细地描绘了印度乡村自然环境以及充满活力的产业。由于他得到了戒日王赞助，故其作品中的描述并非客观描写，而是以有利的角度呈现国王的行为。

## 内容
该书采用了华丽诗意的散文格式，全书有八章记述了戒日王的事迹，而用前两章讲述了波那的祖先及其早年生活。

## 译本
1897年，艾華·貝爾斯·高維爾及弗雷德里克·威廉·湯瑪斯将其翻译为英文。军史学家考希克·罗伊形容其为基于真实情况的「历史小说」。黄宝生编写的《梵语文学读本》中将此书第一章——《婆蹉衍那世系》译为中文。

## 延伸阅读
- Ashok Kaushik. Harsh Charit by Bann Bhatt (in Hindi), Diamond Pocket Books, Delhi